# 苗润奇
苗润奇（1961年—），黑龙江集贤人。汉族。加入中国共产党。中共中央党校政治学理论专业毕业。
2015年3月前，任中国人民解放军空军指挥学院政治部主任。
2013年，当选第十二届全国人民代表大会解放军代表。2018年2月24日，当选为第十三届全国人大代表。